# Nicola Porcelli (militare)
Nicola Porcelli (Napoli, 17 marzo 1911 – Sfisifa, 27 dicembre 1942) è stato un militare italiano, decorato di medaglia d'oro al valor militare alla memoria nel corso della seconda guerra mondiale.

## Biografia
Nacque a Napoli nel 1911, figlio di Oreste e Giovanna Forte. Dopo aver frequentato il Collegio militare di Napoli si arruolò nel Regio Esercito entrando nella Regia Accademia Militare di Fanteria e Cavalleria di Modena nell'ottobre 1931. Due anni dopo ottenne la nomina a sottotenente in servizio permanente effettivo, assegnato all'arma di fanteria. Frequentato il corso presso la Scuola di applicazione d'arma di Parma entrò in servizio con il grado di tenente presso il 19º Reggimento fanteria. Il 20 agosto 1935 partì al seguito del reggimento per l'Africa Orientale per combattere nella guerra d'Etiopia, e poi prese parte alle prime operazioni di grande polizia coloniale. Rientrò in Patria nell'ottobre 1936, decorato con la Croce di guerra al valor militare, divenendo insegnante presso la scuola allievi ufficiali di complemento di Avellino. Promosso capitano nell'ottobre 1940, a seconda guerra mondiale già iniziata, fu trasferito al 92º Reggimento fanteria della 1ª Divisione fanteria "Superga" con cui, a partire dal novembre 1942 partecipò alle operazioni di occupazione della Tunisia. Al comando della 2ª Compagnia del I Battaglione cadde in combattimento il 27 dicembre nella zona di Sfisifa, e per il coraggio dimostrato in questo frangente fu insignito della medaglia d'oro al valor militare alla memoria.

### Fonti
1. 1 2 3 4 5 6 7  Combattenti Liberazione.
2. ↑  Gruppo Medaglie d'Oro al Valor Militare 1965, p. 150.
3. ↑   Nicola Porcelli, su Quirinale.it. URL consultato il 30 giugno 2021.
4. ↑  Registrato alla Corte dei conti il 19 settembre 1946, Guerra, registro n.12, foglio n.263.